# Spermiacja
Spermiacja – proces utraty łączności plemnika z komórką Sertolego, mający miejsce w przebiegu spermatogenezy w kanalikach nasiennych jądra. W procesie tym dochodzi do usunięcia z plemnika nadmiaru cytoplazmy, w formie ciał resztkowych.